# Croton sagraeanus
Croton sagraeanus är en törelväxtart som beskrevs av Johannes Müller Argoviensis. Croton sagraeanus ingår i släktet Croton och familjen törelväxter. Inga underarter finns listade i Catalogue of Life.